# جاريت كولفير
جاريت كولفير (بالإنجليزية: Jarrett Culver)‏ هو لاعب كرة سلة أمريكي يلعب في مركز مدافع مسدد الهدف أو لاعب هجوم صغير الجسم في نادي أتلانتا هوكس.

## روابط خارجية
- جاريت كولفير على موقع إن بي أي (الإنجليزية)
- جاريت كولفير على موقع سبورتس رفرنس (الإنجليزية)
- جاريت كولفير على موقع كرة السلة الأوروبية.كوم (الإنجليزية)
- جاريت كولفير على موقع إي إس بي إن.كوم (الإنجليزية)
- جاريت كولفير على موقع كلية كرة السلة في سبورتس رفرنس.كوم (الإنجليزية)
- جاريت كولفير على موقع ريلجم (الإنجليزية)
- جاريت كولفير على موقع بروبوليرز (الإنجليزية)
- جاريت كولفير على موقع سبورتس رفرنس (الإنجليزية)